# Kopuła Krakowa

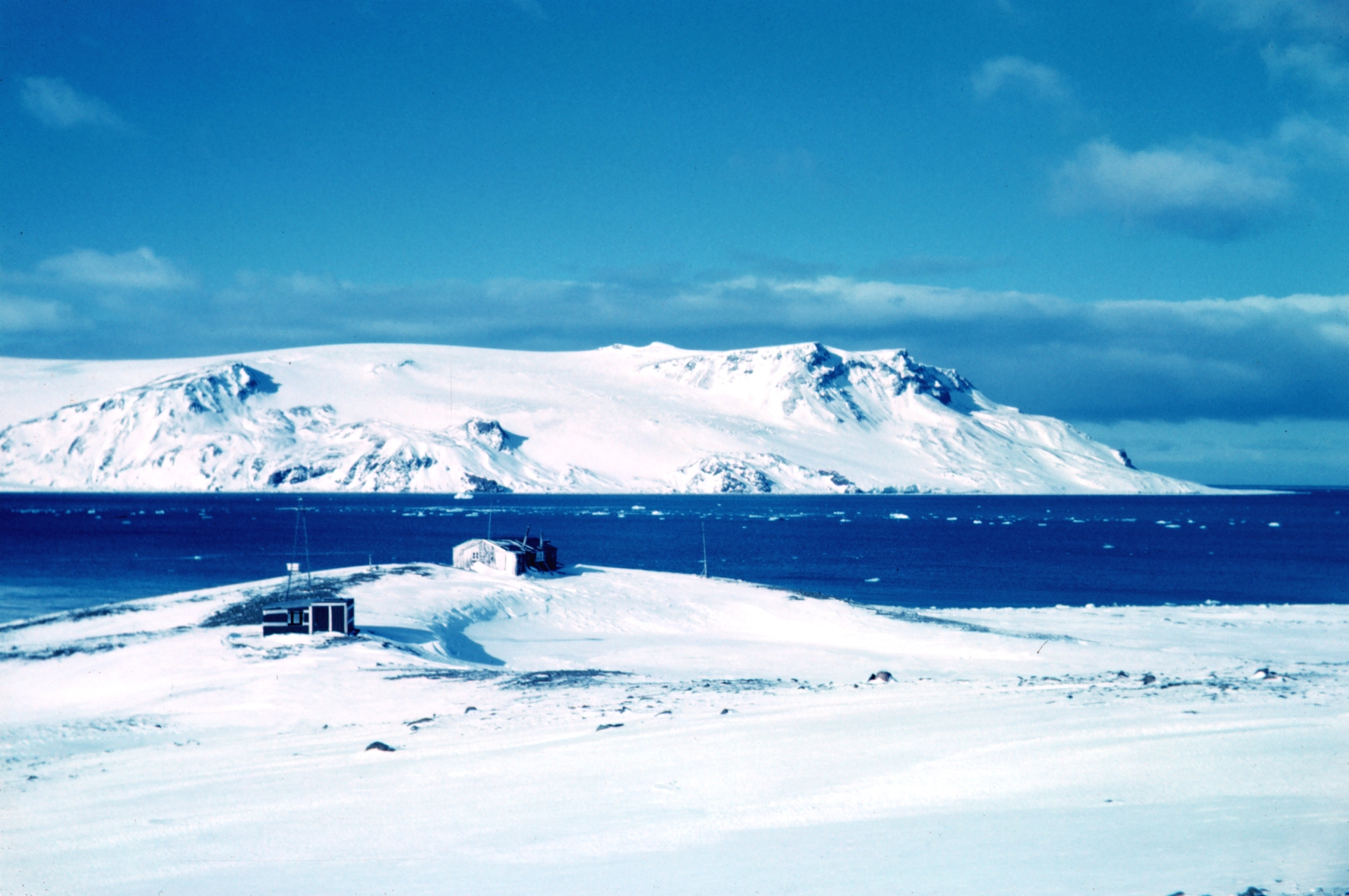
Widok na Kopułę Krakowa z przeciwległego brzegu Zatoki Admiralicji

Kopuła Krakowa (ang. Kraków Icefield a. Kraków Dome) – lodowiec na Wyspie Króla Jerzego, na wschód od Zatoki Admiralicji, naprzeciw Kopuły Warszawy. Pokrywa niemal w całości półwysep Kraków Peninsula. U nasady łączy się z Kopułą Arctowskiego. Nazwę nadała polska ekspedycja naukowa w 1980 roku.